# Oniniwa Tsunamoto
Oniniwa Tsunamoto est un nom japonais traditionnel ; le nom de famille (ou le nom d'école), Oniniwa, précède donc le prénom (ou le nom d'artiste).
Oniniwa Tsunamoto (鬼庭 綱元, 1549-13 juillet 1640) est un samouraï de la fin de la période Sengoku et du début de l'époque d'Edo. Fils d'Oniniwa Yoshinao, Tsunamoto sert le clan Date et, à la fin de sa vie, il est le seul obligé des Date à la fois plus âgé que Date Masamune et qui lui survit.
Tsunamoto devient chef de famille à la suite de la mort de son père à la bataille d'Hitodoribashi en 1585. Bénéficiant de la grande confiance de Masamune, il est fait obligé principal au jeune âge de 35 ans. Avec Katakura Kagetsuna et Date Shigezane, Tsunamoto est connu comme un des « trois grands hommes du clan Date ». Après la campagne du Bunroku, il prend le nom de Moniwa sur l'ordre de Toyotomi Hideyoshi, son nom complet étant alors « Moniwa Nobumoto » (茂庭延元).

## Source de la traduction
- (en) Cet article est partiellement ou en totalité issu de l’article de Wikipédia en anglais intitulé « Oniniwa Tsunamoto » (voir la liste des auteurs).